# 密花舌唇兰
密花舌唇兰（学名：Platanthera hologlottis）为兰科舌唇兰属下的一个种。

## 扩展阅读
維基物種上的相關：密花舌唇兰